# Station Hjerkinn
Station Hjerkinn is een station in Hjerkinn in de gemeente Dovre in fylke Innlandet  in  Noorwegen. Het station ligt op ruim 1.000 meter hoogte aan Dovrebanen. Hjerkinn werd geopend in 1921 en was een ontwerp van Erik Glosimodt. 
Hjerkinn wordt bediend door lijn 21, de intercity tussen Oslo en Trondheim. Het station ligt aan de rand van het Nationaal park Dovrefjell-Sunndalsfjella.

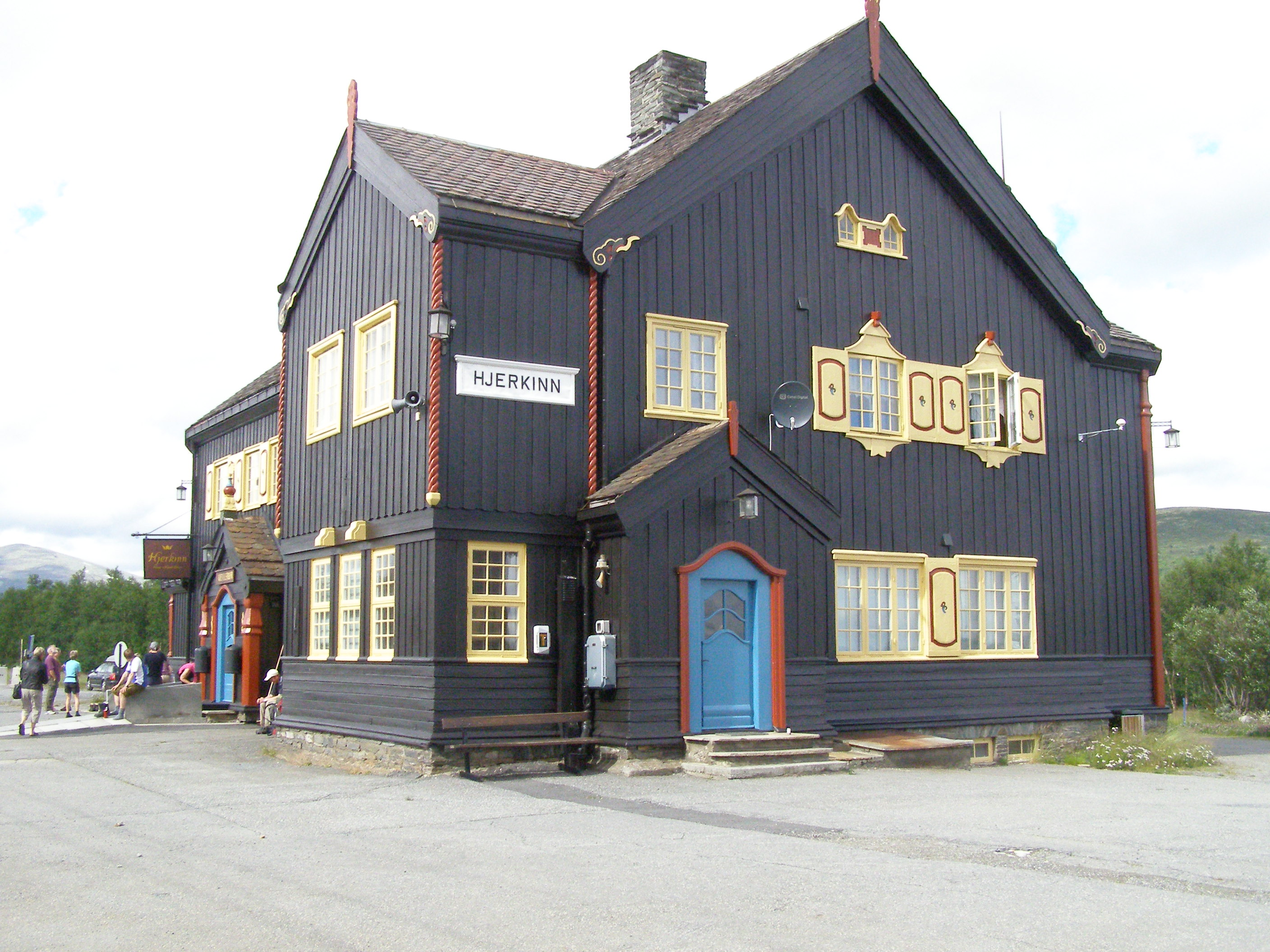
Het stationsgebouw in 2009